# 自由ケ丘 (鹿児島市)
自由ケ丘（じゆうがおか）は、鹿児島県鹿児島市の町丁。郵便番号は891-0106。人口は2,507人、世帯数は1,128世帯（2020年4月1日現在）。自由ケ丘一丁目及び自由ケ丘二丁目があり、自由ケ丘一丁目及び自由ケ丘二丁目までの全域で住居表示を実施している。

## 地理
鹿児島市南部に所在している。全域が自由ケ丘団地として台地上に開発された新興住宅地である。町域の北方に中山、南方に清和、東方に東谷山、西方に中山町が接している。
町域全体が自由ケ丘団地として建設されたものであり、付近には中山バイパスがあり、ロードサイド店などが充実している。南方には谷山市街地がある。最寄りの鉄道駅は指宿枕崎線の谷山駅と鹿児島市電谷山線の谷山電停である。

### 湖沼
- 牟田池 - 農業用のため池である[8]。

## 歴史

### 前史
自由ケ丘一帯は山地と低湿地であり、地内にある牟田池は永田川の川跡であったとされ、周辺が低湿地となっていた。1968年（昭和43年）より自由ケ丘団地として造成が開始された。

### 町丁の設置以後
1990年（平成2年）2月13日に中山町の各一部にあたる希望ヶ丘・自由ヶ丘団地地区において住居表示が実施されるのに伴い、町域の再編が行われた。これに伴い、自由ケ丘団地の区域にあたる中山町の区域より「自由ケ丘一丁目」、「自由ケ丘二丁目」が新たに設置された。また、同時に自由ケ丘一丁目及び自由ケ丘二丁目の全域で住居表示が実施された。
2001年（平成13年）8月13日には武迫団地周辺地区で住居表示が実施されるのに伴い、上福元町の一部が自由ケ丘一丁目に編入された。

### 町域の変遷
| 実施後                 | 実施年             | 実施前           |
| ---------------------- | ------------------ | ---------------- |
| 自由ケ丘一丁目（新設） | 1990年（平成2年）  | 中山町（一部）   |
| 自由ケ丘二丁目（新設） | 1990年（平成2年）  | 中山町（一部）   |
| 自由ケ丘一丁目（編入） | 2001年（平成13年） | 上福元町（一部） |

## 人口

### 丁目別
|                | 世帯数 | 人口  |
| -------------- | ------ | ----- |
| 自由ケ丘一丁目 | 581    | 1,291 |
| 自由ケ丘二丁目 | 547    | 1,216 |

### 国勢調査
以下の表は国勢調査による小地域集計が開始された1995年以降の人口の推移である。
| 年                 | 人口  |
| ------------------ | ----- |
| 1995年（平成7年）  | 2,547 |
| 2000年（平成12年） | 2,480 |
| 2005年（平成17年） | 2,411 |
| 2010年（平成22年） | 2,574 |
| 2015年（平成27年） | 2,431 |

## 施設

### 公共
- 自由ケ丘一区公民館
- 自由ケ丘二区公民館

## 小・中学校の学区
市立小・中学校に通う場合、学区（校区）は以下の通りとなる。
| 町丁           | 番・番地                   | 小学校               | 中学校                 |
| -------------- | -------------------------- | -------------------- | ---------------------- |
| 自由ケ丘一丁目 | 1-26、28-36 27番1号 - 17号 | 鹿児島市立中山小学校 | 鹿児島市立谷山北中学校 |
| 自由ケ丘一丁目 | 27番18号 -                 | 鹿児島市立清和小学校 | 鹿児島市立東谷山中学校 |
| 自由ケ丘二丁目 | 全域                       | 鹿児島市立中山小学校 | 鹿児島市立谷山北中学校 |